# NGC 6324
NGC 6324 est une galaxie spirale située dans la constellation de la Petite Ourse. Sa vitesse par rapport au fond diffus cosmologique est de 4 825 ± 35 km/s, ce qui correspond à une distance de Hubble de 71,2 ± 5,0 Mpc (∼232 millions d'al). NGC 6324 a été découverte par l'astronome germano-britannique William Herschel en 1797.
NGC 6324 présente une large raie HI.

## Supernova
La supernova SN 2022ej a été découverte dans NGC 6324 le 9 août 2022 par Tim Puckett et Brian Kerns. Cette supernova était de type II.